# Žaklina Stojcevska
Žaklina Stojcevska (født 1968 i Prilep, Makedonien, udtales Sjaklina Stojtsjeska) er en norsk filmklipper. Hun voksede op i Bærum.
Hun gik på den norske filmskolen på Lillehammer fra 1997 til 2000.
I 2010 var hun den første som blev tildelt Edith Carlmarprisen, med den begrundelse var at hun er «en filmarbejder som hurtigt har markeret sig som en dygtig og talentfuld udøver af sit fag ... (og) fremstår som en af landets dygtigstr og mest og mest allsidige indenfor et fag, som traditionelt set, er meget mandsdomineret, nemlig redigering og klipning af film».

## Priser
- 2006 Kosmoramas Kanonpris: Vinterkyss
- 2009 Kosmoramas Kanonpris Upperdog
- 2010 Amandaprisen for Upperdog
- 2010 Edith Carlmarprisen på Femmina internasjonale filmfestval

## Arbejde
- 2003: Ulvesommer
- 2005: Vinterkyss
- 2006: Kunsten å tenke negativt
- 2008: 99% ærlig
- 2009: Nord
- 2009: Upperdog
- 2010: Like a Baby (regi: Milčo Mančevski)
- 2010: Winter - Vänaste land (TV-serie)
- 2011: Få meg på, for faen!
- 2012: Uskyld
- 2013: Detektiv Downs
- 2015: Staying Alive